# 海利亚丝·方丹
海利亚丝·方丹（英語：Hyleas Fountain，1981年1月14日—）生于佐治亚州哥伦布，美国女子田径运动员，主攻七项全能项目。曾获得2008年北京奥运田径女子七项全能银牌。